# Miss Americana & the Heartbreak Prince
«Miss Americana & the Heartbreak Prince» es una canción grabada por la cantautora estadounidense Taylor Swift para su séptimo álbum de estudio Lover, lanzado el 23 de agosto de 2019 a través de Republic Records. Como séptima pista del álbum, fue escrita y producida por Swift y Joel Little. «Miss Americana & the Heartbreak Prince» es una canción sombría de synth pop, dream pop y electropop que documenta la desilusión de Swift con el estado actual de la política de Estados Unidos, utilizando una metáfora de la escuela secundaria e imágenes de bienvenida. La pista ha sido etiquetada como una canción de protesta melodramática.
«Miss Americana & the Heartbreak Prince» recibió elogios de la crítica por su producción atmosférica y melancólica, y por su lirismo poético que transmite eficazmente la decepción y el dolor de Swift. Los críticos de música llamaron a la canción un tema destacado en Lover y compararon la canción con obras de Bruce Springsteen, Lana Del Rey y Halsey. La canción llegó a las listas de Australia, Canadá, Escocia y Estados Unidos tras el lanzamiento de su álbum principal. Debutó y alcanzó el puesto 49 y 16 en el Billboard Hot 100 y Rolling Stone Top 100, respectivamente.

## Antecedentes y composición
Swift escribió la canción sombría de synth-pop, dream pop y electropop «un par de meses» después de las elecciones en Estados Unidos en 2018. En la canción, la séptima pista de Lover, expresa su desilusión con el estado de la política estadounidense. «Miss Americana & the Heartbreak Prince» es una canción de protesta melodramática, que emplea una parábola de la escuela secundaria, imágenes de bienvenida y cánticos animados de porristas, para presentar una crítica metafórica del estado actual de la política estadounidense. «Miss Americana & the Heartbreak Prince» también ha sido descrita como «una oda de ensueño al amor, de una manera de la que Lana Del Rey podría estar orgullosa», una «devolución de llamada» a «New Americana» de Halsey, y ha sido comparada con «Video Games» y «National Anthem» de Rey, y las canciones de Swift «You Belong with Me» (2008) y «Long Live» (2010). «Mezcla vibraciones de graduación con vibraciones americanas de la vieja escuela con una historia de amor de la nueva era».
Después de una entrevista con Swift, Chris Willman de Variety opinó que la letra de «Miss Americana & the Heartbreak Prince» es una metáfora de «cómo Swift creció como una patriota sin parpadear y tuvo que dejar atrás a regañadientes su ingenuidad en la era de Trump».

## Recepción
«Miss Americana & the Heartbreak Prince» recibió elogios de los críticos musicales, quienes la destacaron con respecto al álbum y elogiaron el trasfondo político de sus letras.
Will Gottsegen de Spin consideró que «Miss Americana & the Heartbreak Prince» es una canción que encapsula tanto los tonos alegres y brillantes de los lanzamientos de Swift al principio de su carrera, como los tonos oscuros del anterior álbum de estudio Reputation (2017). Gottsegen escribió que la canción ejemplifica la actitud «extasiada y libre» de Lover en general, pero aún se ve afectada por el drama mediático que rodea la vida personal de Swift en la era de Reputation, elogiándola como lo más destacado del álbum por ser una «evolución conceptual y una historia de amor para tiempos cada vez más precarios». Dana Schwartz, de Time, dijo que la canción contiene el «lirismo más poético» de Swift, mientras que Alexis Petridis de The Guardian elogió la pista por transmitir eficazmente el mensaje político de Swift, en comparación con otros artistas pop que intentan desesperadamente de ser «despiertos».
En un artículo de opinión de Teen Vogue, Claire Dodson escribió que «Miss Americana & the Heartbreak Prince» captura con éxito la decepción por la política estadounidense y comparó el tema de la canción con el contenido de Euphoria, una serie dramática contemporánea que trata sobre temas del Estados Unidos contemporáneo como la inseguridad corporal, transfobia y adicción a las drogas. Al escribir para Variety, Chris William sintió que «Miss Americana & the Heartbreak Prince» sería una gran «canción de protesta» porque, en su opinión, la canción transmite efectivamente el profundo dolor y la decepción de Swift hacia la política estadounidense, lo cual es raro entre otras canciones de protesta donde «la ira se siente como una condición de por vida, no como algo a lo que se ha llegado como la culminación de un largo arco de personajes». William agregó que «las canciones sobre los Estados Unidos como una distopía progresiva tienden a no ser muy interesantes o escuchables; una canción sobre los Estados Unidos de 2019 como una película de terror sobre juegos de bienvenida es otra cosa». La producción atmosférica y melancólica de la canción recibió comparaciones con las obras de Halsey y Lana Del Rey. Slant Magazine la nombró la decimonovena mejor pista de 2019.

## Desempeño comercial
Tras el lanzamiento de su álbum principal, «Miss Americana & the Heartbreak Prince» debutó y alcanzó el puesto 49 en el Billboard Hot 100 de Estados Unidos, al mismo tiempo que las otras diecisiete pistas de Lover. También entró en las listas oficiales de Australia, Canadá y Escocia.

## Miss Americana
«Miss Americana & the Heartbreak Prince» inspiró el título del documental de Netflix de Swift, Miss Americana, dirigido por Lana Wilson, que sigue la vida y carrera de Swift durante varios años. La canción se utilizó en el avance del documental.

## Créditos y personal
Créditos adaptados de Tidal.
- Taylor Swift - voz, compositora, productora
- Joel Little - productor, compositor, programador de batería, teclados, ingeniero de grabación, personal del estudio
- John Hanes - ingeniero de mezcla, personal de estudio
- Serban Ghenea - mezclador, personal de estudio

## Listas
| Lista (2019)                           | Posición más alta |
| -------------------------------------- | ----------------- |
| Australia (ARIA)                       | 32                |
| Canadá (Canadian Hot 100)              | 47                |
| Escocia (Scottish Singles Sales Chart) | 92                |
| Estados Unidos (Billboard Hot 100)     | 49                |
| US Rolling Stone Top 100               | 16                |

## Listas de lanzamientos
| País   | Fecha                | Formato          | Discográfica | Ref.   |
| ------ | -------------------- | ---------------- | ------------ | ------ |
| Varios | 23 de agosto de 2019 | Descarga digital | Republic     | [ 21 ] |